# サバ州
サバ州（サバしゅう、ラテン文字: Sabah, ジャウィ: سابه）は、マレーシアの行政区画（州）のひとつである。

## 概要
ボルネオ島にあるマレーシア領の東側3分の1を占める。州都はコタキナバル。マレーシア国内において高度な自治権を有しており、州外との行き来には入境管理が行われ、マレーシア国民であっても身分証明書（MyKadと呼ばれる国民身分証）が必要となる。

## 歴史
1881年、北ボルネオ会社が設立され、当初は経営もしていた。 。
1888年、イギリスの保護国、イギリス保護国北ボルネオ（1882年 - 1963年）が成立した。
1963年、サラワク州やシンガポールとともにマラヤ連邦と統合してマレーシアを結成した。

### 北ボルネオ紛争
2013年2月11日、ラハダトゥ付近に「スールー王国軍」を名乗る武装勢力が不法上陸し（ラハダトゥ対立 (2013年)）、治安部隊との戦闘で双方に死者が出た。

## 地理
ボルネオ島北部、サラワク州・ブルネイ（陸路国境はないがブルネイ湾を挟んで接している）・インドネシアに隣接している。現在はマレーシア領であるが、かつてフィリピンが同地域の領有権を主張したこともある（スールー王国参照）。
州の大半がジャングルに覆われており、世界遺産にも登録されたキナバル国立公園や東南アジア最高峰のキナバル山（標高4,095m）もこのサバ州にある。なお、キナバル山は州の旗にも描かれている。

## 州政府の地域行政区分

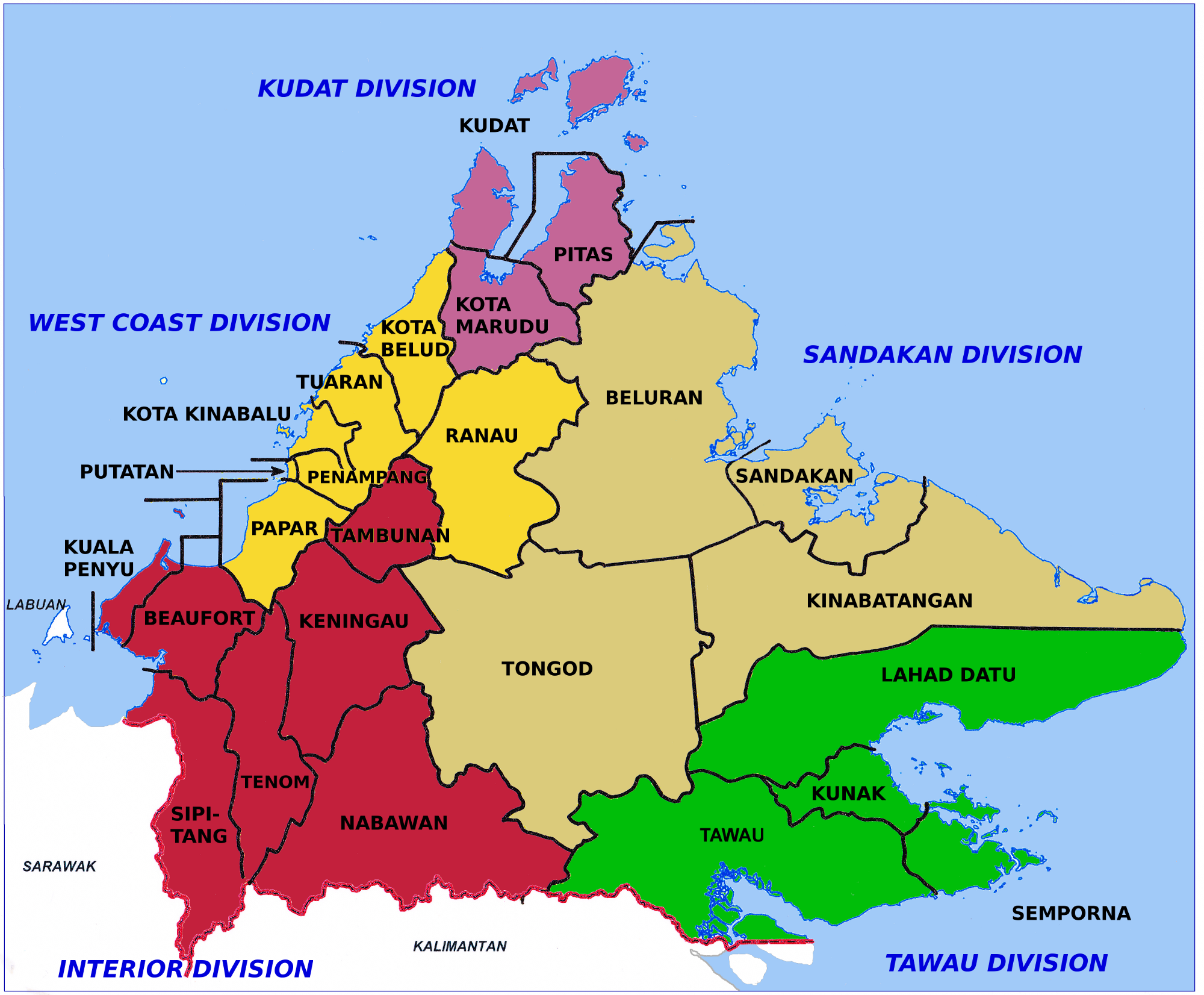
行政区域

サバ州は5つの広域行政地域（マレー語：Bahagian, 英語：Division）に分けられる。
- クダッ省 （マレー語：Bahagian Kudat, 英語：Kudat Division）
  - コタ・マルドゥ郡 （Daerah Kota Marudu）
  - クダッ郡 （Daerah Kudat）
    - バンギ支郡 （Daerah Kecil Bangi）
    - マトゥンゴン支郡 （Daerah Kecil Matunggong）

  - ピタス郡 （Daerah Pitas）
- 西海岸省 （マレー語：Bahagian Pantai Barat, 英語：West Coast Division）
  - コタ・ブルッ郡 （Daerah Kota Belud）
  - コタキナバル郡 （Daerah Kota Kinabalu）
  - パパール郡 （Daerah Papar）
  - プナンパン郡 （Daerah Penampang）
  - プタタン郡 （Daerah Putatan）
  - ラナウ郡 （Daerah Ranau）
  - トゥアラン郡 （Daerah Tuaran）
    - タンパルリ支郡 （Daerah Kecil Tamparuli）
- 内陸省 （マレー語：Bahagian Pedalaman, 英語：Interior Division）
  - ビューホート郡 （Daerah Beaufort）
    - ムンバクッ支郡 （Daerah Kecil Membakut）

  - クニンガウ郡 （Daerah Keningau）
    - ソック支郡 （Daerah Kecil Sook）

  - クアラ・プニュ郡 （Daerah Kuala Penyu）
    - ムヌンボッ支郡 （Daerah Kecil Menumbok）

  - ナバワン郡 （Daerah Nabawan）
    - パガルンガン支郡 （Daerah Kecil Pagalungan）

  - シピタン郡 （Daerah Sipitang）
  - タンブナン郡 （Daerah Tambunan）
  - テノム郡 （Daerah Tenom）
    - クマボン支郡 （Daerah Kecil Kemabong）
- サンダカン省 （マレー語：Daerah Sandakan, 英語：Sandakan Division）
  - ブルラン郡 （Daerah Beluran）
    - トゥルッピ支郡 （Daerah Kecil Telupid）
    - パイタン支郡 （Dareah Kecil Paitan）

  - キナバタンガン郡 （Daerah Kinabatangan）
  - サンダカン郡 （Daerah Sandakan）
  - トンゴッ郡 （Daerah Tongod）
- タワウ省 （マレー語：Daerah Tawau, 英語：Tawau Division）
  - クナッ郡 （Daerah Kunak）
  - ラハ・ダトゥ郡 （Daerah Lahad Datu）
    - トゥンク支郡 （Daerah Kecil Tungku）

  - スンポルナ郡 （Daerah Semporna）
  - タワウ郡 （Daerah Tawau）

なお、地理的に近い位置にあるラブアン島は連邦直轄領となっている。

## 地方自治体
- 首都特別市
  - コタキナバル首都特別市 （Dewan Bandaraya Kota Kinabalu）

- 市
  - サンダカン市 （Majlis Perbandaran Sandakan）
  - タワウ市 （Majlis Perbandaran Tawau）

- 町
  - ビューホート町 （Majlis Daerah Beaufort）
  - ブルラン町 （Majlis Daerah Beluran）
  - クニンガウ町 （Majlis Daerah Keningau）
  - キナバタンガン町 （Majlis Daerah Kinabatangan）
  - コタ・ブルッ町 （Majlis Daerah Kota Belud）
  - コタ・マルドゥ町 （Majlis Daerah Kota Marudu）
  - クアラ・ペニュ町 （Majlis Daerah Kuala Penyu）
  - クナック町 （Majlis Daerah Kunak）
  - ラハ・ダトゥ町 （Majlis Daerah Lahad Datu）
  - ナバワン町 （Majlis Daerah Nabawan）
  - パパール町 （Majlis Daerah Papar）
  - プナンパン町 （Majlis Daerah Penampang）
  - ラナウ町 （Majlis Daerah Ranau）
  - スンポルナ町 （Majlis Daerah Semporna）
  - シピタン町 （Majlis Daerah Sipitang）
  - タンブナン町 （Majlis Daerah Tambunan）
  - テノム町 （Majlis Daerah Tenom）
  - トゥアラン町 （Majlis Daerah Tuaran）
  - クダッ町 （Lembaga Bandaran Kudat）

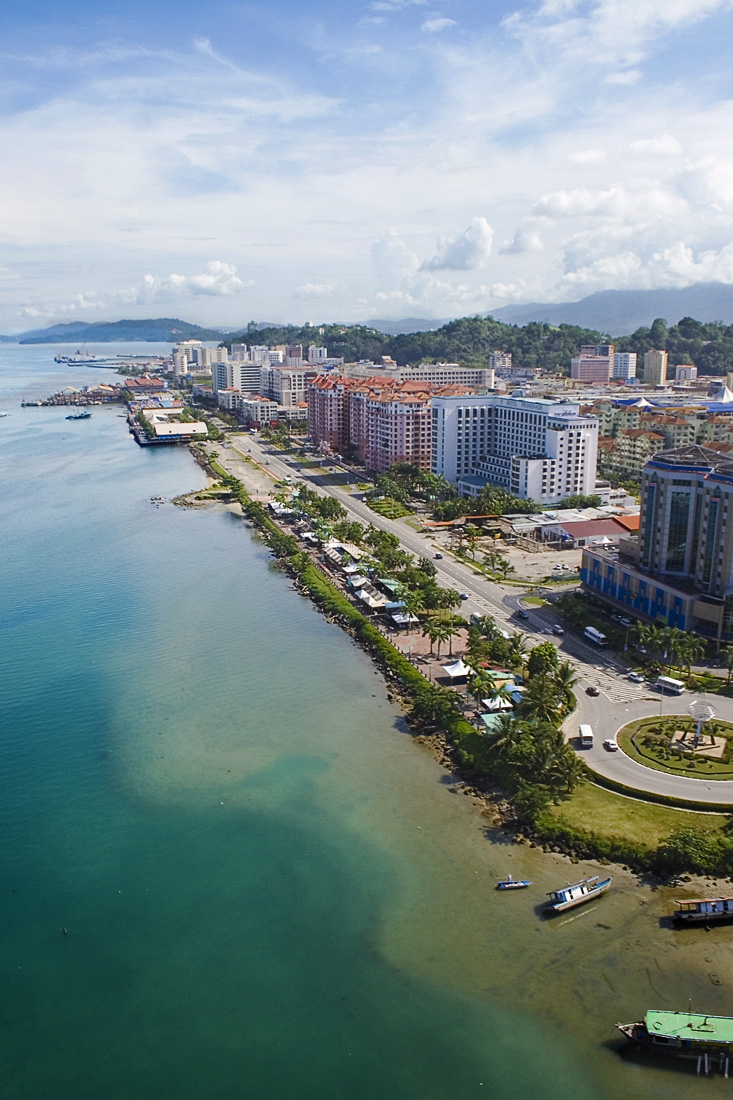
コタキナバル

## 経済
州内で伐採される木材の多くは日本に輸出され、南洋材として重宝された。沖合では石油が生産されており、最近ガスも発見された。
一方で州都のコタキナバルの周辺には、大規模なビーチリゾートが開発されている。

## 交通

### 陸運
- サバ州立鉄道

### 空運
- コタキナバル国際空港 (BKI)
- タワウ空港 (TWU)
- サンダカン空港 (SDK)

## 住民

### 民族
民族構成は、カダザン族、バジャウ族、en:Bruneian people、en:Murut peopleなど先住民族が多数。中国系（客家）もいる。近年サバ州の不法移民が増加している。

### 言語
マレー語、チャバカノ語（en:Semporna）

### 宗教
イスラム教、キリスト教、仏教。